# Duroia amapana
Duroia amapana är en måreväxtart som beskrevs av Julian Alfred Steyermark. Duroia amapana ingår i släktet Duroia och familjen måreväxter. Inga underarter finns listade i Catalogue of Life.